# Калита (Червенський район)
Калита (біл. вёска Каліта) — село в складі Червенського району Мінської області, Білорусь. Село підпорядковане Колодезькій сільській раді, розташоване в центральній частині області.